# Bas Rutten
Sebastian „Bas“ Rutten (* 24. Februar 1965 in Tilburg) ist ein niederländischer Kämpfer und Kommentator der Mixed Martial Arts. Er war dreimal Schwergewichtsmeister im Pancrase, dem Vorläufer der Ultimate Fighting Championship, ist ein geprüfter Thai-Box-Lehrer und mehrfacher Europameister im Muay Thai. Er hat einen schwarzen Gürtel fünften Grades in Kyokushin-Karate und einen schwarzen Gürtel zweiten Grades in Taekwondo. Darüber hinaus ist er Autor vieler Bücher und drehte viele Videos über die Kampfkunst. Erwähnenswert sind seine Siege über Frank Shamrock, Masakatsu Funaki, Kevin Randleman, Guy Mezger und Tsuyoshi Kohsaka.

## Biographie
Rutten, der in Tilburg in den Niederlanden geboren wurde, begann sich für Kampfkunst zu interessieren, als er im Alter von 12 Der Mann mit der Todeskralle im Kino sah. Daraufhin wollte er kämpfen lernen, vor allem mit Nunchakus. Seine konservativen Eltern erlaubten ihm das anfangs nicht, schließlich begann er aber doch, Taekwondo zu trainieren, und erhielt dort den zweiten Dan. Danach lernte er Kyokushin-Karate. In der Hogeschool war er weder groß noch stark und er hatte eine Hautkrankheit an den Händen, weswegen er gelegentlich schikaniert wurde. (Bei einem Klassentreffen fünf Jahre später war er bereits ein erfolgreicher Kämpfer und er forderte diejenigen, die ihn früher quälten, zu einem freundschaftlichen Kampf heraus. Keiner nahm die Herausforderung an.) Als er zwanzig Jahre alt war, begann er mit dem Thaiboxen. Nach vierzehn aufeinanderfolgenden Knockouts erlitt Rutten seine erste Niederlage und wurde seinerseits niedergeschlagen. Obwohl er angibt, dass das Kyokushin-Karate die Grundlage seiner Kampfkunst bildet, verfügt er über ein gut ausbalanciertes Repertoire an Kampftechniken.
Bas Rutten nennt sich selbst „El Guapo“ (spanisch für „der Hübsche“). Diesen Spitznamen gab ihm seine Frau. In seinen Kämpfen waren Schläge und Kicks auf die Leber Ruttens Markenzeichen. Diese Technik nennt er selbst den „Liver Shot“. Er wurde auch bekannt für seinen Rutten Jump, einen Sprung, den er jedes Mal im Ring vollführte, nachdem er einen Kampf gewonnen hatte. Dabei sprang er in die Luft und spreizte dann die Beine zum Spagat.

### Pancrase
Bas Rutten begann seine professionelle Mixed-Martial-Arts-Karriere bei dem japanischen Kampfsportverband Pancrase. 1993 reisten die japanischen Catcher Masakatsu Funaki und Minoru Suzuki nach Holland, um Kämpfer für ihren neuen Verband „Hybrid Wrestling“ zu suchen. Dort war auch der Kampf am Boden erlaubt, allerdings durfte dort nicht mit den Fäusten in das Gesicht geschlagen werden. Pancrase wurde zum Vorboten des modernen Mixed Martial Arts, und aus ihm gingen viele bekannte Mixed-Martial-Arts-Kämpfer hervor.
Ruttens mangelnde Erfahrung im Bodenkampf führte anfangs zu Niederlagen gegen Masakatsu Funaki und Ken Shamrock, der daraufhin King of Pancrase wurde. Kontrovers wurde auch seine Niederlage gegen Frank Shamrock diskutiert. Bei diesem Kampf waren sich die Kampfrichter uneinig. Auch 1995 fügte ihm Ken Shamrock eine Niederlage zu, doch danach schlug Bas den bis dato unbesiegten Minoru Suzuki und gewann zum ersten Mal den Titel King of Pancrase. 1996 besiegte er Frank Shamrock und Masakatsu Funaki. Des Weiteren konnte er Jason Delucia und Guy Mezger schlagen und wurde dreifacher King of Pancrase. Danach gab er seinen Titel ab, um für die Geburt seiner zweiten Tochter Zeit zu haben. Rutten kehrte zu Pancrase zurück und erzielte acht weitere Siege, womit seine Siegesserie bei 19 Kämpfen in Folge lag.

### Ultimate Fighting Championship
1998 trat Rutten der Ultimate Fighting Championship (UFC), dem größten Mixed-Martial-Arts-Verband der Vereinigten Staaten, bei. Seinen ersten Kampf gegen Tsuyoshi Kohsaka gewann er mit KO. Als Nächstes trat er gegen Kevin Randleman um die UFC-Schwergewichtsmeisterschaft an. Dieser Kampf ging in die Verlängerung, und Bas Rutten wurde knapp per Schiedsrichterentscheid zum Sieger und Schwergewichtsmeister erklärt. Er gab seinen Titel noch im selben Jahr wieder ab, wechselte ins Mittelgewicht (seine eigentliche Gewichtsklasse) und versuchte, der erste zu sein, der einen UFC-Titel in zwei Gewichtsklassen hält.
Während Rutten sich im Jahr 1999 auf seinen nächsten UFC-Kampf vorbereitete, zog er sich mehrere ernsthafte Verletzungen zu, unter anderem eine Knieverletzung und einen Riss im Bizeps. Seine Ärzte rieten ihm, sich aus dem Mixed Martial Arts zurückzuziehen.

### Neue Karriere
Nach seinem Rückzug aus dem Kampfsport strebte Rutten eine Schauspielkarriere an. Er bekam einige kleine Rollen in Fernsehserien, zum Beispiel in King of Queens. Danach trat er in billig produzierten Filmen wie Shadow Fury auf. Zusätzlich versuchte er sich als Komiker. 2005 gewann er beim Kurzfilmfestival in New York eine Auszeichnung in der Kategorie „Beste Comedy“.
Außerdem wurde Rutten Co-Kommentator bei den Pride-FC-Meisterschaften. Bas Rutten erfreute sich bei den Fans aufgrund seines Humors und seines Fachwissens innerhalb kürzester Zeit großer Beliebtheit. Im April 2006 gab er bekannt, dass er nicht weiter für Pride FC zur Verfügung stehen würde, da die ständigen Flüge nach Japan störten und er seine Familie zu selten sehe. Er gab seinen Kommentatorensessel an den Kämpfer Frank Trigg weiter.
Des Weiteren hatte er einen Gastauftritt in dem Videospiel Grand Theft Auto IV, in dem er sich selbst als einen von zwei Moderatoren der Sendung The Men's Room spielt.
Rutten wirkt momentan in drei verschiedenen Fernsehsendungen mit.

### Tätigkeit als Trainer
Rutten war 2003 in der Dokumentation The Smashing Machine: the life and times of extreme fighter Mark Kerr als Trainer zu sehen. Er wurde beim Wrestling mit Mark Kerr gezeigt und kommentierte die Stärken und Schwächen seines Schülers auf anschauliche Weise.
2006 trainierte er eine Mannschaft für die neue International Fight League, einen Mixed-Martial-Arts-Verband, der sich auf Teamkämpfe konzentriert. Sein Team, die Anacondas, besiegte die Silverbacks mit 3:2.
Rutten gab kürzlich bekannt, dass er zusammen mit Randy Couture ein neues Kampfsportzentrum, genannt „Legends Mixed Martial Arts Training Center“, in Hollywood eröffnen wolle. Dort wird Mixed Martial Arts, Brazilian Jiu-Jitsu, Muay Thai und Boxen trainiert.
Neben Bas und Randy werden noch einige andere bekannte Kämpfer und Trainer dort unterrichten, darunter Karo Parisyan, Jason Miller und Eddie Bravo.

### Rückkehr zum MMA
Im Mai 2006 gab Bas seine Rückkehr zu den Mixed-Martial-Arts-Wettkämpfen bekannt. Er hatte dies vorher mit seinen Ärzten abgeklärt. Sein zuerst für ihn vorgesehener Gegner Kimo Leopoldo wurde kurz vor dem Kampf positiv auf Stanozolol, ein anaboles Steroid, getestet. Der Ersatzmann, Ruben „Warpath“ Villareal, wurde von Rutten in der ersten Runde durch technischen KO besiegt. Das erhöhte die Anzahl der Siege in Folge auf beachtliche 22. Inzwischen erlangte der Striker („Schläger“) aus Holland durch seine beeindruckende Verbesserung im Bodenkampf mehr Siege durch Aufgabe als durch KO.

## Kampfstatistiken
- Muay Thai (Niederlande vor 1993)
  - Siege: 14 KOs
  - Niederlagen: 1

- Mixed Martial Arts (Japan und USA 1993 bis 2006)
  - Siege: 12 (T)KOs, 13 Aufgaben, 3 Kampfrichterentscheidungen
  - Niederlagen: 3 Aufgaben, 1 Kampfrichterentscheidung
  - Gesamt: 28–4–1
  - Hat seit 1995 keinen Kampf mehr verloren.

## Persönliches
Bas lebt und trainiert momentan in Westlake Village. Er hat mit seiner Frau Karin zwei Töchter. Seine dritte Tochter lebt mit seiner Ex-Frau in den Niederlanden.

## Filmografie
- 1992: Shadow of the Dragon
- 1999: Martial Law – Der Karate-Cop (Martial Law, Fernsehserie, Folge 01x19)
- 2000, 2005: King of Queens (Fernsehserie, Folgen 02x13 und 07x15)
- 2001: Shadow Fury
- 2002: The Smashing Machine
- 2004: The Eliminator
- 2005: The Vault
- 2005: The Kingdom of Ultimate Power
- 2006: Backlash
- 2009: Der Kaufhaus Cop (Paul Blart: Mall Cop)
- 2010: Sinners & Saints
- 2011: Der Zoowärter (Zookeeper, Stimme)
- 2012: Das Schwergewicht (Here Comes The Boom)
- 2015: Der Kaufhaus Cop 2 (Paul Blart: Mall Cop 2)
- 2017: Kevin Can Wait (Fernsehserie)